# Camp Lévitan

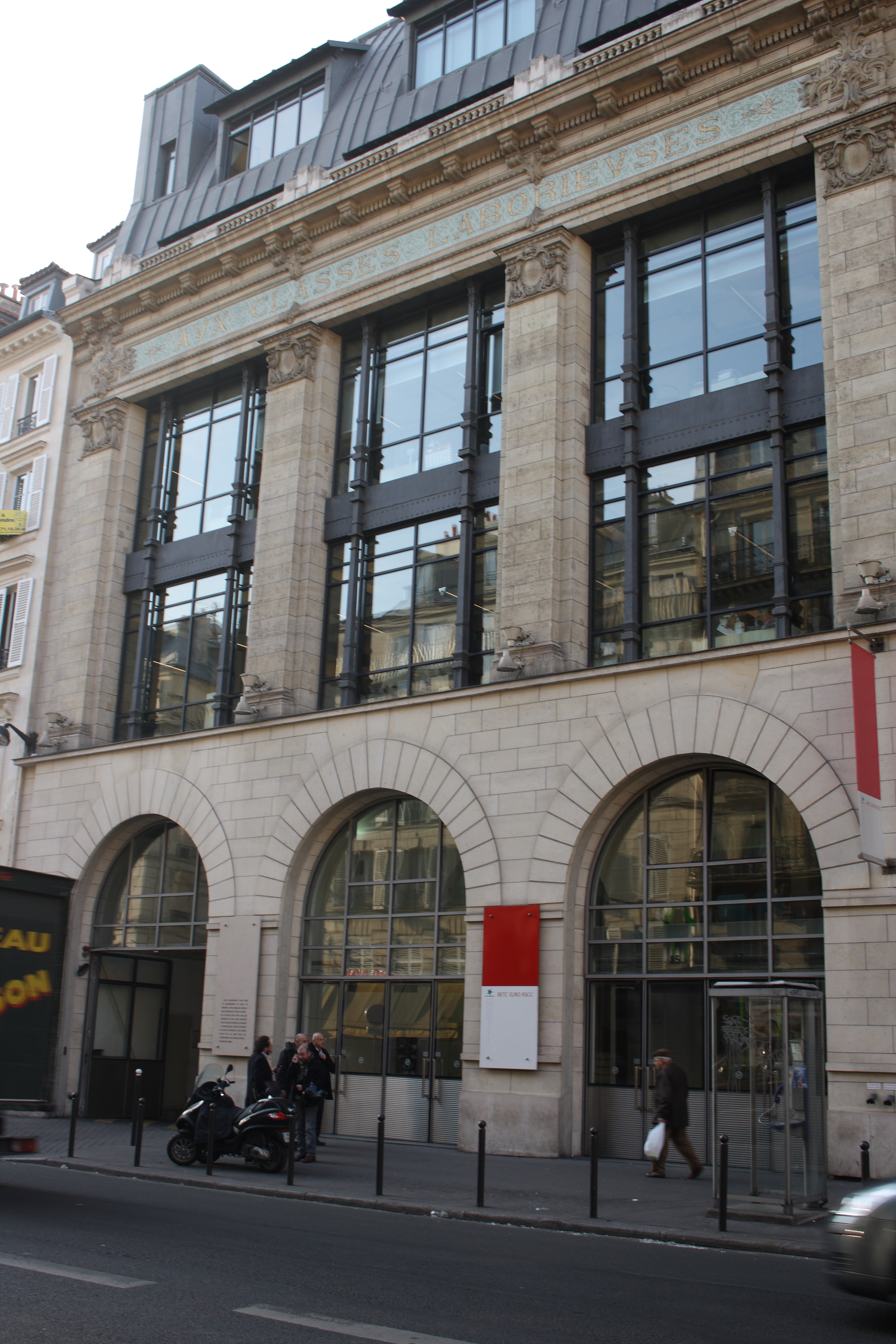
Le magasin Lévitan en 2011.

Le Camp Lévitan ou le Lager-Ost (camp est), est un camp de travail forcé dirigé par les nazis, installé de juillet 1943 à juillet 1944 dans le 10e arrondissement de Paris. Il est situé au 85-87 rue du Faubourg-Saint-Martin, dans les locaux du magasin Lévitan, confisqué à Wolff Lévitan en 1940. Il s'agit, avec le camp d'Austerlitz et le camp Bassano, de l'une des trois annexes parisiennes du camp de Drancy.

## Histoire

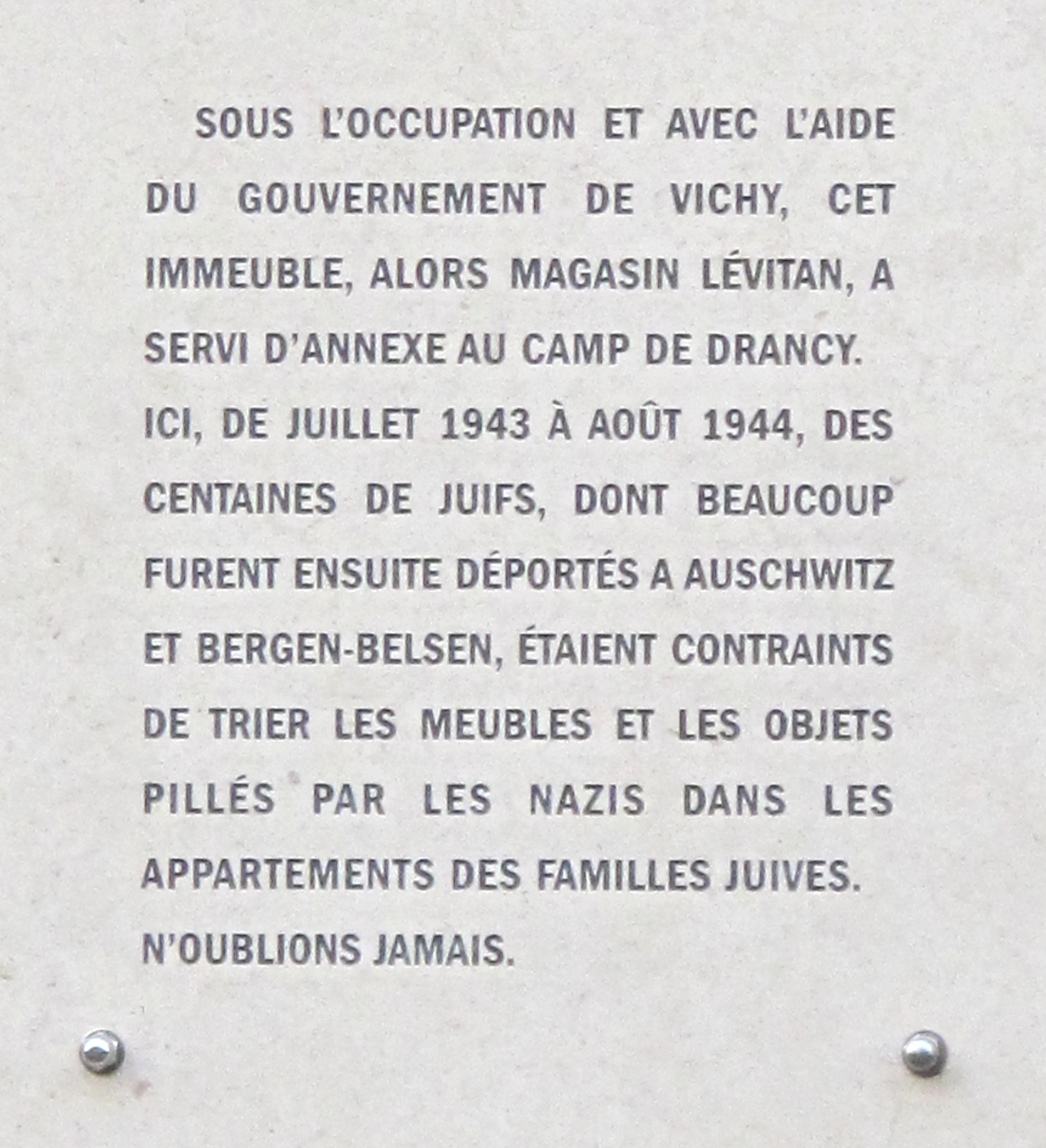
plaque commémorative

Cent vingt internés du camp de Drancy y sont transférés le 18 juillet 1943.  De juillet 1943 à août 1944, environ 800 prisonniers vont constituer la main d'œuvre de travail forcé, d'une durée de quelques semaines à un an. 164 de ces prisonniers seront déportés,.

## Détenus du Camp Lévitan
Parmi les détenus du Camp Lévitan, on trouve:
- Albert Caraco (camp Lévitan):

Né le 13 septembre 1937 à Ajaccio, dont la dernière adresse est au 23 boulevard Tzarewitch à Nice (Alpes-Maritimes, déporté par le Convoi No. 62, en date du 20 novembre 1943 du Camp de Drancy vers Auschwitz. Il est âgé de 27 ans,.
- Andrée Distel, la sœur de Ray Ventura et mère de Sacha Distel[5].

- Jacob Elbaz:

Né le 9 décembre 1900 à Tanger, au Maroc, dont la dernière adresse est à Bourgoin (Isère), , déporté par le Convoi No. 62, en date du 20 novembre 1943, du Camp de Drancy vers Auschwitz. Il est âgé de 42 ans,.
- Robert Fabius[5].

Albert Baehr, né en 1889 à Nancy. Albert fit guerre de 14/18, la terminant en tant que Capitaine. En 1939, il s'engageât comme volontaire alors qu'il avait 50 ans. Il fut arrêté avec son épouse Madeleine, sur dénonciation à Nice, le 13/09/43. Après un passage par Drancy, il fut interné dans le camp Levitan de fin septembre 43 jusqu'au 30 juin 44, ou après un nouveau passage par Drancy, il fut déporté vers Auschwitz. Il y travailla dans le camp de Monoviwtz jusqu'au 18 janvier 45, lorsque les allemands décidèrent de vider le camp. On perd la trace d'Albert à Gleiwitz en Pologne, lors d'une des marches de la mort.
- Joseph Frandji:

Né le 5 août 1890 à Constantinople (Empire ottoman), aujourd'hui Istanbul (Turquie). Sa dernière adresse est au 178 rue de Crimée dans le 19e arrondissement de Paris, déporté par le Convoi No. 62, en date du 20 novembre 1943, du Camp de Drancy vers Auschwitz. Il est âgé de 53 ans,.
- Jean Gradis (1900-1975)

Il fait partie de la célèbre famille des Gradis.
- David Herschensonh:

Né le 24 août 1902 à Mourovange, Russie. Sa dernière adresse est au: 37bis Promenade des Anglais à Nice (Alpes-Maritimes). Il est déporté par le Convoi No. 62, en date du 20 novembre 1943, du Camp de Drancy vers Auschwitz. Il est âgé de 41 ans,.
- Benjamin Herszfeld:

Né le 4 août 1891 à Łódź en Pologne. Sa dernière adresse est à Labenne à Lourdes (Hautes-Pyrénées), déporté par le Convoi No. 62, en date du 20 novembre 1943, du Camp de Drancy vers Auschwitz. Il est âgé de 52 ans,.
- Charles Jais:

Né le 18 septembre 1905 à Alger. Sa dernière adresse est au: 18 rue Puget dans le 18e arrondissement de Paris, déporté par le Convoi No. 62, en date du 20 novembre 1943, du Camp de Drancy vers Auschwitz. Il est âgé de 38 ans,.
- Rudolf Korner:

Né le 12 avril 1902 à Goeding (Hodonín), Moravie / Slovaquie, aujourd'hui en Tchéquie. Sa dernière adresse est au: 5 Rue du Général-Lanrezac dans le 17e arrondissement de Paris. Il est déporté par le Convoi No. 62, en date du 20 novembre 1943, du Camp de Drancy vers Auschwitz. Il est âgé de 60 ans,.
- Alfred Lévy (camp Lévitan):

- Hélène Pige:

- Robert Manuel, expulsé de la Comédie-Française en automne 1940[5].

- Jean Mayer:

Né le 6 novembre 1898 à Paris. Sa dernière adresse est au 19 avenue Niel dans le 17e arrondissement de Paris, 
déporté par le Convoi No. 59, en date du 2 septembre 1943, du Camp de Drancy vers Auschwitz, où il périt. Il est âgé de 45 ans,.
- Tauba Pintel (Thérèse Pintel), (née Goldman):

Née le 5 novembre 1909 à Varsovie en Pologne. Sa dernière adresse est au Centre des Marquisats à Annecy (Haute-Savoie). Elle est déportée à 34 ans,  par le Convoi No. 80, en date du 23 juillet 1944 (1909-1944), du Camp de Drancy à Bergen-Belsen. Elle meurt en 1951. Son fils, Samuel Pintel, alors âgé de 6 ans, lui a rendu une visite au Camp Lévitan, comme il en témoigne dans le podcast,  Le Camp Lévitan, un camp de travail en plein Paris. récit sonore immersif 27’.
- Jacob Rosenbud:

- Julien Unger:

## Articles annexes
- Camp de Drancy
- Rue du Faubourg-Saint-Martin
- Wolf Lévitan
- Camp d'internement français
- Paris sous l'occupation allemande